# Ster van Zwolle 2011
La Ster van Zwolle 2011, cinquantunesima edizione della corsa, valida come evento dell'UCI Europe Tour 2011 categoria 1.2, si svolse il 26 febbraio 2011 su un percorso di 172,2 km. Fu vinta dall'olandese Barry Markus, che giunse al traguardo in 4h 04' 37".
Furono 104 i ciclisti che completarono la competizione.

## Ordine d'arrivo (Top 10)
| Pos. | Corridore          | Squadra        | Tempo    |
| ---- | ------------------ | -------------- | -------- |
| 1    | Barry Markus       | Rabobank Con.  | 4h04'37" |
| 2    | Wim Botman         | Paesi Bassi    | s.t.     |
| 3    | Grischa Janorschke | Nutrixxion     | s.t.     |
| 4    | Bertjan Lindeman   | Cycl. Jo Piels | s.t.     |
| 5    | Jetse Bol          | Rabobank Con.  | a 11"    |
| 6    | Steffen Radochla   | Nutrixxion     | a 32"    |
| 7    | Marco Brus         | Paesi Bassi    | s.t.     |
| 8    | Kasper Jebjerg     | Glud & Mars.   | s.t.     |
| 9    | Wesley Kreder      | Rabobank Con.  | s.t.     |
| 10   | David Kopp         | Eddy Merckx    | s.t.     |